# Sakura Mankai
Singles de Morning Musume Sakura Gumi
Hare Ame Nochi Suki
(18 septembre 2003)
Singles par Morning Musume Otome Gumi
Ai no Sono (...)
(18 septembre 2003) Yūjō (...)
(25 février 2004)
Singles par Morning Musume
Ai Araba It's All Right
(21 janvier 2004) Roman ~My Dear Boy~
(12 mai 2004)
Sakura Mankai (さくら満開) est le second et dernier single du groupe Morning Musume Sakura Gumi, sous-groupe de Morning Musume, sorti en 2004.

## Présentation
Le single sort le 25 février 2004 au Japon sur le label zetima. Il est écrit, composé et produit par Tsunku. Il atteint la 2e place du classement des ventes de l'Oricon, et reste classé pendant 6 semaines, pour un total de 61 929 exemplaires vendus durant cette période. Il sort également au format "single V" (DVD contenant le clip vidéo), mais cette fois couplé avec Yūjō ~Kokoro no Busu ni wa Naranee!~ de Morning Musume Otome Gumi, sous le titre Sakura Mankai / Yūjō ~Kokoro no Busu ni wa Naranee!~ (さくら満開 / 友情~心のブスにはならねぇ~).
Morning Musume est alors temporairement séparé en deux groupes distincts, Sakura Gumi et Otome Gumi, qui vont sortir simultanément deux singles chacun. Le single Sakura Mankai sort donc en parallèle avec le single Yūjō ~Kokoro no Busu ni wa Naranee!~ de Sakura Gumi, avec des ventes supérieures. Natsumi Abe, qui a quitté Morning Musume le mois précédent pour continuer sa carrière en solo, ne fait plus partie non plus de Sakura Gumi.
La chanson-titre du single ne figurera sur aucun album ou compilation. La chanson en "face B" est une reprise du titre Say Yeah! Motto Miracle Night qui figurait sur la compilation Best! Morning Musume 1 de Morning Musume sortie en 2001. Otome Gumi reprend en parallèle ce même titre sur son propre single Yūjō ~Kokoro no Busu ni wa Naranee!~. Le single contient un troisième titre, une reprise de la chanson-titre du single Daite Hold On Me! de Morning Musume sorti en 1998.

## Membres
- 2e génération : Mari Yaguchi
- 4e génération : Hitomi Yoshizawa
- 4e génération : Ai Kago
- 5e génération : Ai Takahashi
- 5e génération : Asami Konno
- 5e génération : Risa Niigaki
- 6e génération : Eri Kamei

## Liste des titres
Single CD
1. Sakura Mankai (さくら満開?)
2. Say Yeah! -Motto Miracle Night- (Morning Musume Sakura Gumi Version) (…-もっとミラクルナイト- (モーニング娘。さくら組Version)?)
3. Daite Hold on Me! (Morning Musume Sakura Gumi Version) (抱いてHOLD ON ME! (モーニング娘。さくら組Version)?)
4. Sakura Mankai (Instrumental) (さくら満開...?)

Single V Sakura Mankai / Yūjō ~Kokoro no Busu ni wa Naranee!~
1. Sakura Mankai (さくら満開?) / Morning Musume Sakuragumi (モーニング娘。さくら組?)
2. Yūjō ~Kokoro no Busu ni wa Naranee!~ (友情~心のブスにはならねぇ~?) / Morning Musume Otomegumi (モーニング娘。おとめ組?)
3. Sakura Mankai (Another Version) (さくら満開 (別バージョン)?)
4. Yūjō ~Kokoro no Busu ni wa Naranee!~ (Another Version) (友情~心のブスにはならねぇ~ (別バージョン)?)